# Francesco Franconi
Francesco Franconi (auch François Franconi; bl. 1920er- und 1930er-Jahre) war ein Schweizer Motorradrennfahrer.

## Karriere
Der Tessiner Francesco Franconi war einer der bekanntesten Schweizer Motorradrennfahrer der 1920er- und 1930er-Jahre. Er bestritt Berg- und Rundstreckenrennen sowie Geländefahrten in ganz Europa und fuhr dabei zahlreiche Siege ein.
Zu Beginn seiner Laufbahn war Franconi Werksfahrer bei Motosacoche. Für das Jahr 1921 ist für ihn beim Bergrennen am Monte Brè in der Schweiz in der Klasse bis 350 cm³ Hubraum ein erster Klassensieg verzeichnet. 1922 und 1923 sicherte sich Franconi jeweils den Titel des Gesamtmeisters in der Schweizer Strassenmeisterschaft. Im Jahr 1923 nahm er außerdem mit der Schweizer Nationalmannschaft an der Internationale Sechstagefahrt in Schweden teil und errang zusammen mit Hans Dinkel und Edouard Gex Rang drei in der Trophy-Wertung.
In der zweiten Hälfte der 1920er-Jahre war Franconi besonders bei Rundstreckenrennen erfolgreich. Beispielsweise gewann er 1927 auf Motosacoche das 350er-Rennen Rund um die Solitude in Stuttgart  und 1928 auf Sunbeam den Halbliterlauf beim 7. Großer Preis der Nationen auf der Hochgeschwindigkeitsbahn von Monza. Zwischen 1927 und 1928 startete er unter anderem auch als Werksfahrer für Standard.
An der Isle of Man TT nahm Franconi auf verschiedenen Fabrikaten (Sunbeam, Universal, Montgomery und Velocette) zwischen 1928 und 1932 teil. Sein bestes Resultat erzielte er auf Sunbeam mit Rang sieben im Senior-Rennen 1928.
Seine letzten Erfolge sind für das Jahr 1933 verzeichnet.

## Statistik

### Erfolge
- 1922 – Schweizer Gesamtmeister auf Motosacoche[2]
- 1923 – Schweizer Gesamtmeister[2]

### Rennsiege
| Jahr | Klasse                 | Maschine    | Rennen                                     | Strecke      |
| ---- | ---------------------- | ----------- | ------------------------------------------ | ------------ |
| 1926 | Berg-Rekord (Motorrad) | Motosacoche | 2. Kilometer-Rekord und 2. ADAC-Bergrekord | Schauinsland |
| 1927 | 350 cm³                | Motosacoche | Rund um die Solitude                       | Solitude     |
| 1928 | 500 cm³                | Sunbeam     | 7. Großer Preis der Nationen               | Monza        |

## Verweise